# (34920) 4735 P-L
4735 P-L (asteroide 34920) é um asteroide da cintura principal. Possui uma excentricidade de 0.02406670 e uma inclinação de 2.64302º.
Este asteroide foi descoberto no dia 24 de setembro de 1960 por Cornelis Johannes van Houten e Ingrid van Houten-Groeneveld e Tom Gehrels em Palomar.